# Nikki Bella
Stephanie Nicole Chigvintsev (nascuda Garcia-Colace el 21 de novembre de 1983), coneguda professionalment com a Nikki Garcia, és una personalitat de la televisió nord-americana i professional de la lluita lliure retirada. És coneguda pel seu mandat a la WWE del 2007 al 2022, en què va actuar sota el nom de Nikki Bella al costat de la seva germana bessona, Brie, com a The Bella Twins. També ha presentat el programa de jocs, Barmageddon.
El 2007, Garcia va signar amb la WWE i va ser assignada al club escola de lluita lliure Florida Championship Wrestling al costat de la seva germana bessona Brie, formant el duo The Bella Twins. Va fer el seu debut a la marca SmackDown el 2008. És dues vegades campiona de dives de la WWE, amb el seu segon regnat de 301 dies, que ha estat el més llarg per al títol ja desaparegut. Ella i Brie van ser incorporades al Saló de la Fama de la WWE el 2021 com a The Bella Twins. També durant el seu temps a la WWE, va protagonitzar la sèrie de televisió, Total Divas, i ella i Brie van tenir el seu propi spin-off, Total Bellas. En els seus últims anys a la WWE, només va fer aparicions esporàdiques, però va actuar com a ambaixadora de la companyia. Després que el seu contracte amb la WWE expirés el 2023, ella i Brie van anunciar que retirarien el cognom "Bella" i que tornarien al seu nom de soltera legal de "Garcia" professionalment, i es van tornar a presentar com a The Garcia Twins.
Garcia va ocupar el primer lloc a la Pro Wrestling Illustrated's Female 50 el novembre de 2015 i va ser nomenada Diva de l'any per Rolling Stone el desembre de 2015. També va guanyar el premi a Choice Female Athlete al costat de la seva germana als Teen Choice Awards el 2016.